# La Doña (telenovela de 2016)
La Doña es una telenovela dramática producida por Telemundo Global Studios y Argos Comunicación para Telemundo. Esta escrita por José Vicente Spataro, basada en la obra del escritor venezolano Rómulo Gallegos titulada Doña Bárbara, de la cual se hizo una versión en 2008 con el mismo título y protagonizada por Edith González. Se estrenó el 29 de noviembre de 2016, en sustitución de Sin senos sí hay paraíso.
Esta protagonizada por Aracely Arámbula, David Chocarro, Danna Paola, Carlos Ponce y David Zepeda, con Juan Ríos Cantú, José María Galeano, Kika Edgar, José Sefami, Alberto Casanova y Bernardo Flores en los roles antagónicos. Y con la actuación estelar de Rebecca Jones, Rafael Sánchez-Navarro, Gabriela Roel, Paola Fernández, Marisela González y el primer actor Eric del Castillo.
El 9 de mayo de 2019, Telemundo confirmó que la telenovela tendrá una segunda temporada, la cual se estrenó el 13 de enero de 2020.

## Trama

### Primera temporada
La historia gira en torno a Altagracia Sandoval (Aracely Arámbula), una mujer que desde la adolescencia tuvo que cuidar a su hermanita y salir adelante sin la ayuda de sus padres; quienes fueron brutalmente asesinados junto con su novio de la juventud por un grupo de 5 hombres llamados los Monkys, quienes también abusaron de ella. Cuando era joven, después de la muerte de sus padres, Altagracia estaba bajo el cuidado de su tía Yesenia Sandoval (Rebecca Jones), quien le enseñó a manipular a los hombres y la brujería. Gracias a su tía, Altagracia conoce a Lázaro Hernández (Odiseo Bichir), el dueño de una empresa de construcción, que seduce y manipula con la ayuda de su tía. Posteriormente, Altagracia se da cuenta de que está embarazada y, con la ayuda de su tía, logra engañar a Lázaro haciéndoles creer que el bebé de Altagracia es suyo. Y con varios consejos de Yesenia, Altagracia hace que Lázaro se convierta en un alcohólico y así logra quitarle su compañía y todo su dinero, y luego abandonarlo a él y a su hija.
Varios años después, Altagracia es ahora una reconocida y poderosa empresaria propietaria de la empresa constructora Sandoval, anteriormente llamada Hernández. Y ahora tiene una familia compuesta por su hermana Regina Sandoval (Andrea Martí) y su sobrina Isabela Sandoval (Michelle Olvera). Gracias a todo su poder, Altagracia es ahora una mujer muy mala y vengativa, y no le importa lastimar a nadie para obtener lo que quiere, y para eso tiene a Braulio Padilla (José María Galeano), su abogado y Matamoros (Aquiles Cervantes), su fiel guardaespaldas, que la ayuda en todos sus negocios ilícitos. La única razón para que Altagracia sea tan mala y tenga tanto poder es para vengarse de los 5 hombres que abusaron de ella y arruinaron su vida. Pero en su camino a la venganza y la ambición, conoce a Saúl Aguirre (David Chocarro), un abogado, del que se enamora. Y gracias a él cambia su forma de pensar hacia los hombres.
Por otro lado, está Mónica Hernández (Danna Paola), hija de Altagracia y Lázaro. Mónica es una mujer joven y dulce totalmente diferente a Altagracia, busca ganarse la vida vendiendo tortas junto con Lidya (Fátima Molina) y Margarita (Giselle Kuri). Pero el único problema entre Mónica y Altagracia es que los dos se enamoran del mismo hombre; Sin saber que son madre e hija. Después de que Altagracia descubriera que Mónica es la amante de Saúl, intenta lastimarla, incluso sin saber que es su propia hija. Después de enterarse de que Mónica es su hija, Altagracia decide dejarla sola y ayudarla económicamente. A pesar de cambiar su actitud con todos los que la conocen, su deseo de venganza hacia los Monkys permanece intacto. Después de matar a Miguel Preciado (Juan Carlos Remolina), Alejandro Céspedes (Manuel Blejerman) y Francisco Vega (Esteban Soberanes), le quedan dos Monkys para matar; Pero el único problema con los dos últimos es que uno es Daniel Llamas (Diego Soldano), que ahora es un buen hombre que ayuda a las mujeres víctimas de violación y abuso doméstico. Y Rafael Cabral (Juan Ríos Cantú), su mano derecha en todos sus negocios ilícitos y a quién conoce de toda la vida. Pero en su camino a la venganza, Altagracia solo tiene un gran problema, el amor de Saúl, que hace que el amor por su hija se desvanezca, creando conflictos entre ellos por el amor de un hombre.

### Segunda temporada
Al final de la temporada anterior, Altagracia Sandoval decidió retirarse para comenzar una nueva vida después de que su hija Mónica Hernández se casara con Saúl Aguirre. Dos años después, Mónica y Saúl Aguirre continúan juntos, él como abogado al frente de la Fundación Renacer y ella estudiando derecho en la universidad, y junto con su tía Regina luchan por erradicar los feminicidios y la violencia de género. La cual, esto no es del agrado de los responsables de los crímenes, incluida Los Arcoíris, una pandilla conocida por matar mujeres después de torturarlas con balas de gotcha. Saúl se convierte así en una víctima al desaparecer misteriosamente. Preocupada por la seguridad de su hija, La Doña toma la decisión de regresar a México para buscarla sin preocuparse de que tenga que enfrentar la justicia y encontrarse con José Luis Navarrete (David Zepeda), un hombre de negocios con quien tiene muchos asuntos pendientes.
Todo se vuelve aún más peligroso cuando Mónica también desaparece y el agente León Contreras (Carlos Ponce) relaciona este hecho con Los Arcoíris. Altagracia, sin embargo, se resiste a creer esto y sospecha de sus enemigos. Altagracia no es la única que luchará por la justicia. También estará acompañada por Noelia Molina (Paola Fernández), una joven de origen humilde que también busca a sus propios culpables para culpar a la muerte de su hermana. Ambos, junto con León, formarán un equipo con un objetivo común: vengar la muerte y la agresión de sus seres queridos.

## Reparto

### Reparto principal
- Aracely Arámbula como Altagracia Sandoval Ramos "La Doña"
  - Paulina Matos como Altagracia de joven
- David Chocarro como Saúl José Aguirre (temporada 1)[11][12]
- Danna Paola como Mónica Eulalia Hernández[13][14]
- Rebecca Jones como Yesenia Sandoval (temporada 1)[15]
- Odiseo Bichir como Lázaro Hernández (temporada 1)
- Gabriela Roel como Azucena Aguirre (temporada 1)
- Andrea Martí como Regina Sandoval Ramos[14]
  - Estefanía Coppola como Regina de joven
- Carlos Torres como Felipe Valenzuela (temporada 1)
- Juan Ríos Cantú como Rafael Cabral (temporada 1)
- Diego Soldano como Daniel Llamas[14]
- Daniela Bascopé como Valeria Puertas de Padilla (temporada 1)[16]
- Mauricio Isaac como Justino López "Lopecito" (temporada 1)
- Fátima Molina como Lidya Corona (temporada 1)
- José María Galeano como Braulio Padilla / Ernesto Palmar[14]
- Vanesa Restrepo como Ximena Urdaneta (temporada 1)
- Rafael Sánchez Navarro como Jaime Aguirre (temporada 1)
- Carlos Ponce como León Contreras (temporada 2)[17]
- David Zepeda como José Luis Navarrete (temporada 2)[17]
- Marisela González como Eunice Lara "La Felina" (temporada 2)[14]
- Kika Edgar como Romelia Vega (temporada 2)[14]
- Patricia Reyes Spíndola como Florencia Molina (temporada 2)[18]
- Alejandra Barros como Eleonora Rojas de Navarrete (temporada 2)[14]
- Paola Fernández como Noelia Molina (temporada 2)
- Eric del Castillo como Ricardo Vidal (temporada 2)[18]

### Reparto recurrente
- Juan Carlos Remolina como Miguel Preciado (temporada 1)
- María del Carmen Félix como Leticia Cabral (temporada 1)
- Manuel Blejerman como el Coronel Alejandro Céspedes (temporada 1)
- Mayra Sierra como Karen Velarde[14]
- Esteban Soberanes como Francisco Vega (temporada 1)
- Simone Victoria como Magdalena Sánchez[14]
- Gavo Figueira como Jorge Moya (temporada 1)
- Roberto Quijano como Gabino Domínguez (temporada 1)
- Claudio Roca como el Dr. Adolfo Mendoza
- Aquiles Cervantes como Matamoros[14]
- René García como Guillermo Contreras (temporada 1)
- Mario Morán como Emiliano Cabral (temporada 1)
- Michelle Olvera como Isabela Sandoval #1 (temporada 1)
- Paola Albo como Isabela Sandoval #2 (temporada 2)
- Leo Deluglio como Diego Padilla Puertas[14]
- Giselle Kuri como Margarita Vásquez (temporada 1)
- Gonzalo Guzmán como Marcos Beltrán (temporada 1)
- Gilberto Barraza como Juan Pablo "El Conejo" (temporada 1)
- Neny Lacayo como Amalia Vega (temporada 1)
- Claudette Maillé como La Delegada (temporada 1)
- Alberto Pavón como Trygve de Vera (temporada 1)
- Lion Bagnis como César Otero (temporada 1)
- Bárbara Méndez como Elena López (temporada 1)
- Alejandro de la Rosa como Raúl Ibarra (temporada 1)
- Mauro Sánchez-Navarro como Manuel Borges (temporada 1)
- Fidel Garriaga Jr. como Julián Paniagua (temporada 1)
- Geraldine Zinat como la Sra. Sandoval (temporada 1)
- Fabián Peña como el Sr. Sandoval (temporada 1)
- José Sefami como Alfonso Cabral (temporada 2)
- Fernanda Borches como Fátima Escamilla de Contreras (temporada 2)
- Alexa Martín como Fernanda Céspedes (temporada 2)
- Alberto Casanova como Mauricio Preciado (temporada 2)[14]
- Bernardo Flores como Luis "Lucho" Navarrete Rojas (temporada 2)[14]
- Agustín Argüello como Eduardo Pérez Urresti (temporada 2)[14]
- Diego Escalona como Ángel Contreras Escamilla (temporada 2)[14]
- Cuauhtli Jiménez como Fernando "Nando" Valle (temporada 2)
- Rafael Ernesto como el Dr. Sebastián Céspedes (temporada 2)[14]
- Juan Pablo de Santiago como Pablo Valle (temporada 2)[14]
- Christian Ramos como Cisco (temporada 2)[14]
- Leandro Lima como Thiago (temporada 2)[14]
- Francisco Rubio como Andrés Roldan (temporada 2)
- Matías Novoa como Amado Casillas "El Águila Azul" (temporada 2)

## Producción
La telenovela fue presentada en el Upfront de Telemundo para la temporada de televisión 2015-2016. El 6 de junio de 2016, Telemundo anunció el inicio de la producción de la telenovela, y la producción concluyó en diciembre de ese mismo año. Fue filmada principalmente en México bajo la realización de Argos Comunicación.
Las grabaciones de la segunda temporada iniciaron en mayo de 2019, y el 22 de agosto se confirmó que David Zepeda, Carlos Ponce, Kika Edgar, Marisela González (quien fue traída de El Señor de los Cielos), entre otros, se integran a la telenovela en su segunda temporada.

### Concepto
La telenovela solo está inspirada en algunos momentos de la vida de Bárbara Guaymarán, el resto de la historia se actualizó hasta la época actual para mostrar a una nueva mujer totalmente diferente. Esta adaptación, en lugar de desarrollarse en una hacienda y en el campo, se lleva a cabo en la Ciudad de México en donde la protagonista está a cargo de dirigir una empresa de construcción. La telenovela está escrita por José Vicente Spataro y dirigida por Carlos Villegas, aborda temas como la corrupción del sistema judicial y los medios de comunicación, las pandillas, los secuestros, así como otros delitos que se abordan en la trama.

### Crossover
Durante la sexta temporada de El señor de los cielos, Telemundo realizó un Crossover con el personaje de Aracely Arámbula añadiéndole una nueva historia a la saga y dándole continuidad al personaje de Arámbula. Telemundo volvió a realizar un crossover con los personaje de Eunice Lara "La Felina" y Amado Casillas, del El señor de los cielos, quienes fueron incluidos a la telenovela para convertirlos en personaje principal e invitado especial respectivamente.

## Episodios
| Temporada | Temporada | Episodios | Episodios | Emisión original        | Emisión original    |
| Temporada | Temporada | Episodios | Episodios | Primera emisión         | Última emisión      |
| --------- | --------- | --------- | --------- | ----------------------- | ------------------- |
|           | 1         | 120       | 120       | 29 de noviembre de 2016 | 1 de mayo de 2017   |
|           | 2         | 75        | 75        | 13 de enero de 2020     | 27 de abril de 2020 |

## Audiencia

### Recepción
El primer episodio de la serie se publicó a través de Telemundo.com el 24 de noviembre de 2016. Se estrenó el 29 de noviembre de 2016 con un total 1.85 millones de espectadores, y concluyó el 1 de mayo de 2017 con un total de 1.71 millones de espectadores.

## Premios y nominaciones

### Premios Tu Mundo 2017
| Categoría             | Nominados                         | Resultados |
| --------------------- | --------------------------------- | ---------- |
| Mejor serie           | La Doña                           | Ganadora   |
| Protagonista favorita | Aracely Arámbula                  | Ganadora   |
| Protagonista favorito | David Chocarro                    | Nominado   |
| El malo más bueno     | José María Galeano                | Ganador    |
| Actor favorito        | Odiseo Bichir                     | Nominado   |
| Actriz favorita       | Danna Paola                       | Nominada   |
| La pareja perfecta    | Aracely Arámbula y David Chocarro | Ganadores  |
| Actor favorito        | David Chocarro                    | Nominado   |